# 臧一锋
臧一锋（1993年10月15日—），是一名中国足球运动员，现效力中国足球超级联赛球队杭州绿城。

## 俱乐部生涯
2001年，臧一锋在深圳盐田体校开始接受足球训练，2006年加入杭州绿城青训体系。2011年，他随杭州绿城梯队组建浙江全运队以温州葆隆的名义参加2011年中国足球乙级联赛，并在2011赛季担任球队主力前锋，出场17次，射进7球。2012年，回到球队杭州绿城的臧一锋进入球队预备队名单，他在4月22日对阵天津泰达首发并踢满全场，上演中超联赛首秀。 2012年夏天，臧一锋被主教练冈田武史正式提升到一队。 2012赛季，他在联赛出场3次，足协杯出场1次。2013赛季，臧一锋并未获得太多出场机会，仅在足协杯出场两次。2014赛季，臧一锋成为球队的半主力球员，联赛出场21次，并在2014年7月20日射进个人在中超联赛的首球，帮助球队客场3比2击败长春亚泰。